# Philotartessus paradoxus
Philotartessus paradoxus är en insektsart som beskrevs av Evans 1981. Philotartessus paradoxus ingår i släktet Philotartessus och familjen dvärgstritar. Inga underarter finns listade i Catalogue of Life.